# 612
سنة 612 م، هي سنة كبيسة ابتدأت بيوم السبت. وفيها حصلت الأحداث التالية:

## مواليد
- أبو سعيد سعد بن مالك بن سنان الخدري
- خليد بن قرة التميمي أمير خراسان في زمن الخليفة علي بن أبي طالب.
- الأشهب بن رميلة التميمي شاعر وفارس مخضرم.
- أنس بن مالك الأنصاري
- أوزوي، ملك نورثمبريا
- قسطنطين الثالث
- عبدالله بن عمر بن الخطاب

## وفيات
- ثيوديبيرت الثاني
- الإمبراطورة إيدوكيا، زوجة هرقل
- كعب الغنوي